# Diógenes de Bizâncio
Diógenes (em grego:  Διογένης) foi o bispo de Bizâncio por aproximadamente quinze anos, entre 114 e 129. Ele foi o sucessor de Sedecião e seu episcopado coincidiu com o reinado dos imperadores romanos Trajano e Adriano. Muito pouco se sabe de sua vida.